# Incestpornografi
| Incestpornografi |
| --- |
| Cherie Deville, som marknadsfört sig som "Internets [favorit]styvmamma". - Betydelse – pornografi som visar eller (vanligen) låtsas visa incestuösa relationer - Funktion – sexuellt rollspel omkring tabu - Alternativt ord – fauxcest ('falsk incest') |

Incestpornografi eller fauxcest (/ˈfəʊsɛst/) är en genre av pornografi som utger sig för att skildra sexuella handlingar mellan släktingar eller ingifta släktingar. Genren tar sin utgångspunkt i det starka tabu som i de flesta kulturer existerar kring incest. Den motsvarande typen av kink är en typ av sexfantasi som kan vara vanligare hos kvinnor än hos män.

## Funktion och risker
Sexuella fantasier omkring incest är ett starkt tabu i de flesta kulturer, och tanken att vara intim med medlemmar av sin egen familj kan lätt få en förbjuden laddning. Sigmund Freud tänkte sig att de flesta personer hade en undermedveten incestuös drift som behövde undertryckas.
Personerna på bild kan vara verkliga släktingar, men det vanligaste är att filmskaparna väljer aktörer som har ett liknande utseende, så att släktskapet antyds. För att fantasin ska bli så trovärdig som möjligt, kännetecknas incestpornografi ofta av utarbetade manus, i syfte att ge konsumenten bättre möjlighet att förstå de olika rollerna.
Incestpornografi är enligt vissa debattörer starkt problematiskt. De menar att genren kan uppmuntra till verklig incest, vilken betraktas som ett allvarligt brott i de flesta länder. Ofta framgår det dock av sammanhanget att personerna inte är släktingar, och att de endast presenterar ett sexuellt rollspel. Det är också det som begreppet fauxcest (ett teleskopord för faux – 'falsk' – incest) syftar på.

## Utveckling
Ett känt exempel på den här genren är filmserien Taboo, som skildrar en erotisk relation med inslag av incest. Taboo gav upphov till många uppföljare, varav flera vunnit pornografiska Film Awards.

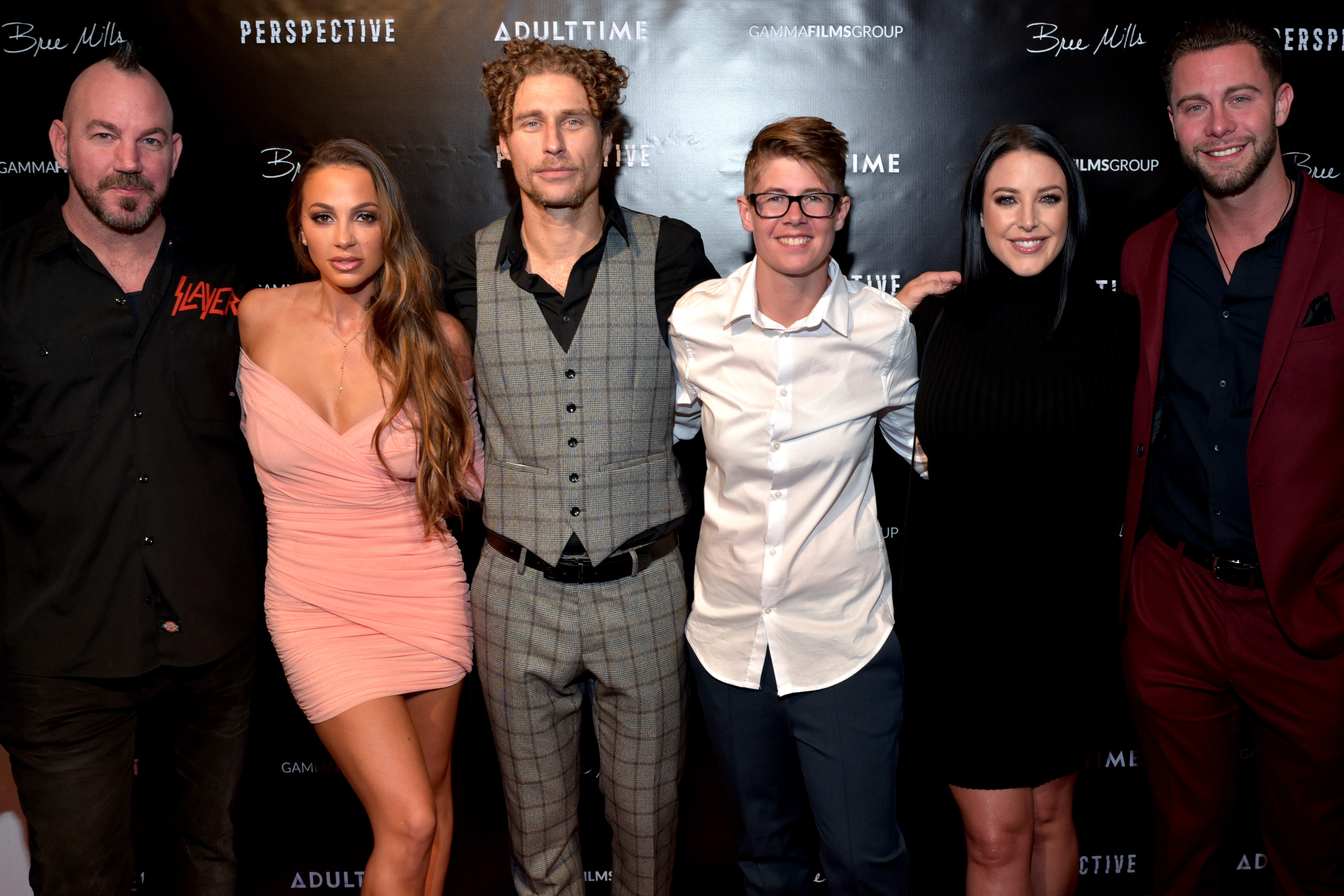
Craven Moorehead, Abigail Mac, Michael Vegas, Bree Mills, Angela White och Seth Gamble (2019), regissörer och skådespelare som alla har erfarenhet av fauxcest-inspelningar.

Incestpornografiska skildringar har under 2010-talet blivit en av de vanligare genrerna inom internetpornografin. Oftast kretsar de kring människor med adoptions- eller ingifta relationer, och begrepp som stepsister, stepbrother, stepsister och stepmother (styv-relationer) är vanligt förekommande videotitlar. I den faktiska videon används dock gärna tilltalsord som "Daddie" och "Mom", vilket spär på det kittlande förbjudna i aktiviteten. Detta rollspelande har ofta inslag av dominans och underkastelse, i likhet med hur ett barn och en förälder ofta befinner sig i skilda maktpositioner relativt varandra. Särskilt kan detta gälla när "far och dotter"-rollerna kombineras.
Ett antal skådespelare och regissörer har specialiserat sig på fauxcest-genren, inklusive Cherie Deville som marknadsfört sig som "Internets [favorit]styvmamma". Den feministiska porrfilmsregissören Jacky St. James har beskrivit den som sin favoritgenre, eftersom den visar upp ett tabu som är svår att förverkliga. Och just därför, menar hon, kommer den att bevara sin förbjudna laddning. Hon ser inte minst rolleken där fadersrollen kombineras med den hos en pojkvän som en extra pålagring av tabu.
Enligt vissa rapporter och viss statistik är fauxcest-pornografi populärare hos kvinnor än hos män. Ofta handlar det då om fader/dotter- eller bror/syster-relationer, men annars är "far/dotter" mest populär hos konsumenterna till vissa produktionsbolag. Tabuet kring inomäktenskapliga relationer har på senare år ofta behandlats medialt även utanför pornografiska sammanhang, inklusive i American Horror Story, Game of Thrones och 2016 års Krig och fred.
Den stora betalsajten Adult Time (del av Gamma Entertainment) har en påkostad produktionsserie under namnet Pure Taboo, direkt relaterad till relationer inom familjen. Den lanserades 2017-talet av Bree Mills, en av pionjärerna och innovatörerna inom den nordamerikanska delen av branschen. Gia Paige, en av de återkommande aktriserna inom bland annat Pure Taboo-produktionerna, menar dock att genren påverkat tankemönstren negativt hos vissa fans.